# Tetramorium atratulum
Tetramorium atratulum és una espècie de formiga de la subfamília dels mirmicins (Myrmicinae). No té obreres, per la qual cosa actua com a paràsit obligat d'una altra espècie de formiga, Tetramorium caespitum.
Es troba a certes zones d'Europa i Sibèria i a l'est d'Amèrica del nord, coincidint amb la distribució de l'espècie que li serveix d'hoste.
Ja que, a diferència del que ocorre amb molts altres paràsits socials obligats, no se sap que Tetramorium atratulum convisqui amb la reina fèrtil de la colònia hoste, cada colònia d'Anergates. Tetramorium està destinada a sobreviure només el terme de vida de les obreres Tetramorium més joves. Per això, la reina parasitària té una capacitat molt limitada de produir alats que assegurin la següent generació, i aquest lapse de temps es redueix sovint a 2-3 anys, o fins i tot menys. Com a resultat, fins i tot en el seu ben establert rang de distribució, Anergates és molt rar, i només una molt petita part de les colònies de Tetramorium actuen com a hostes d'aquest paràsit.